# Déu Pare

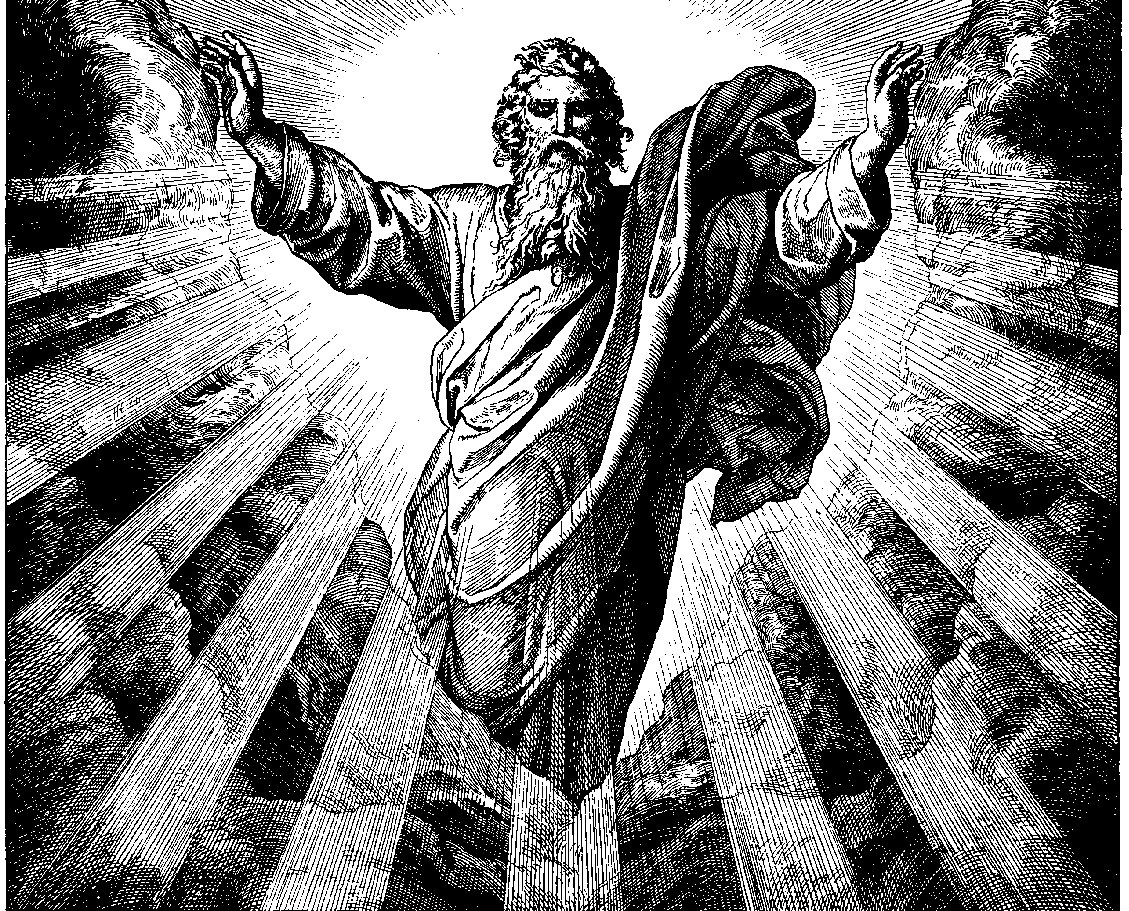
Representació de Déu Pare.

Per a l'Església Catòlica i per a gran part de les altres denominacions cristianes, el Pare és la primera de les tres persones que conformen la Santíssima Trinitat.
El catolicisme defineix així el Déu Pare: Déu (La Trinitat) és el tot. Res està fora d'Ell i tot està dins d'Ell. Al principi era el Verb i davant Déu era el Verb i el Verb era Déu. Ell estava davant Déu al principi. Per Ell es va fer tot i res va arribar a ser sense Ell. El que va arribar a ser té vida en Ell (Joan 1, 1-3.)
Déu Pare és el creador del món segons la Bíblia, i revela la seva paternitat quan s'envia Moisès a demanar l'alliberament del poble d'Israel de l'esclavitud d'Egipte: Això diu el Senyor: Israel és el meu fill primogènit. Jo et mano que deixis anar el meu fill. (Èxode 4, 22-23)
A la Bíblia és anomenat de diverses maneres, destacant la tendresa amb què Jesús l'anomena "Abba" (Pare). Aquest amor i tendresa són recíprocs, tal com pot llegir-se en el llibre dels Salms: Com un pare s'apiada dels fills, el Senyor s'apiada dels fidels (Salm 103, 13).